# Tallis Gomes
Tallis Regence Coelho Gomes (Carangola, 23 de março de 1987) é um empreendedor serial brasileiro e escritor, autor do best seller “Nada Easy”. Ganhou notoriedade por fundar a Easy Taxi, um dos primeiros aplicativos de mobilidade urbana do mundo, além de criar a Singu, plataforma de serviços de beleza, e fundar o G4 Educação, empresa focada em capacitação empresarial.

## Biografia
Nascido em Carangola, Minas Gerais, Tallis foi criado pela avó, que trabalhava como empregada doméstica, e pelo patrão dela, a quem considera como avô.
Aos 14 anos, iniciou sua trajetória empreendedora revendendo celulares para complementar a renda familiar. Em 2006, mudou-se para o Rio de Janeiro em 2006 para cursar Publicidade e Propaganda na ESPM, mas abandonou a graduação para empreender.

## Carreira
Tallis Gomes é um empreendedor brasileiro conhecido por fundar e liderar startups no setor de tecnologia.

### Easy Taxi
Em 2011, Tallis Gomes fundou a Easy Taxi, um dos primeiros aplicativos de transporte do mundo. A ideia surgiu após Tallis perder um táxi enquanto participava de um evento no Rio de Janeiro. Lançada durante a primeira edição da Startup Weekend na América Latina, a Easy Taxi rapidamente atraiu atenção por sua proposta inovadora de conectar passageiros a motoristas por meio de um aplicativo.
Sob a liderança de Tallis, a empresa expandiu para mais de 35 países e 400 cidades. Em 2019, a multinacional espanhola Cabify comprou o aplicativo e migrou sua base de dados.

### Singu
Após deixar a Easy Taxi, Tallis fundou a Singu em 2015, plataforma que conecta profissionais de beleza e bem-estar a clientes para atendimentos domiciliares. Em agosto de 2020, a Natura investiu na startup por meio da compra de 100% das ações.

### G4 Educação
Em 2019, cofundou o G4 Educação ao lado de Alfredo Soares e Bruno Nardon. A empresa oferece programas de capacitação para empreendedores e líderes empresariais, com foco em gestão, vendas e crescimento. Em setembro de 2024, Tallis deixou o cargo de CEO após declarações controversas, sendo substituído por Maria Isabel Antonini.

## Controvérsias
Em setembro de 2024, Tallis, publicou em suas redes sociais comentários afirmando "Deus me livre de mulher CEO" quando questionaram se "estaria junto com sua mulher se ela assumisse o cargo de CEO em uma grande empresa", considerando as pressões da responsabilidade da posição, segundo o mesmo. A declaração gerou ampla repercussão negativa, incluindo críticas de figuras como Luiza Helena Trajano. Posteriormente, Tallis pediu desculpas públicas, se afastou do cargo de CEO do G4 Educação e se retrata explicando a situação quando questionado.

## Publicações
- Nada Easy: o passo a passo de como combinei gestão, inovação e criatividade para levar minha empresa a 35 países em 4 anos (2016)[13]

## Reconhecimentos
- Listado na Forbes 30 Under 30 Brasil em 2014;[14]
- Incluído na lista dos 100 jovens mais inovadores do mundo pelo MIT Technology Review.[15]